# Lingua francoprovenzale
La lingua francoprovenzale o arpitana (nome autoctono: francoprovençâl, arpitan, arpetan, patois), è una lingua romanza parlata in Francia orientale (Forez, media valle del Rodano, Giura e Savoia), nella maggior parte della Svizzera romanda e in alcune parti dell'Italia (Valle d'Aosta, alcune valli piemontesi e in due comuni della Valmaggiore nella Puglia arpitana: Faeto e Celle di San Vito). Assieme al francese e all'occitano, appartiene alle lingue gallo-retiche, sottogruppo delle lingue galloromanze. L'arpitano fa parte delle 12 lingue minoritarie storiche riconosciute e tutelate dalla legge italiana n. 482 del 1999.

## Descrizione

### Denominazione della lingua
Non esiste una denominazione unitaria della lingua presso i locutori dell'arpitano (salvo la parola patois), sia perché tale lingua è caratterizzata da una forte frammentazione dialettale, sia perché la relativa area geografica di diffusione non ha mai costituito un'unità politica a sé stante.
Prima del riconoscimento attraverso la legge 482 e le azioni di tutela che ne sono seguite, le popolazioni alpine spesso non avevano la consapevolezza del fatto che i dialetti, o patois, avessero dignità di lingua: la lingua madre era chiamata parlare a nostro modo («parlà a nosta mòda», «parlà da nous-aouti», «bardzaquee a notra moda»)

La definizione "franco-provenzale" venne coniata nel 1873 dal glottologo italiano Graziadio Isaia Ascoli per accomunare tutti quei dialetti galloromanzi che in base a criteri dialettologici non erano riconducibili né alla lingua francese, né a quella occitana (che a quell'epoca era chiamata "provenzale"):
(G. I. Ascoli)
Visto che questo terzo gruppo di dialetti presentava analogie sia col francese, sia con il "provenzale", Ascoli lo chiamò "franco-provenzale". Questo termine, impostosi rapidamente nella letteratura specialistica, è tuttavia ambiguo e tende a creare l'impressione che si riferisca ad una zona grigia di transizione o ad un ammasso di dialetti ibridi, piuttosto che ad una varietà linguistica indipendente.
Per ovviare a questo problema si tende oggi a parlare di "francoprovenzale" (con o senza trattino) oppure ad utilizzare la dizione "arpitano". Questo neologismo, creato da Joseph Henriet, fondatore del Movimento Politico Harpitanya, attivo in Valle d'Aosta negli anni Settanta, è stato creato a partire dalla radice ARP (dal preindoeuropeo ar-pe = "sotto le rocce").

### Diffusione attuale

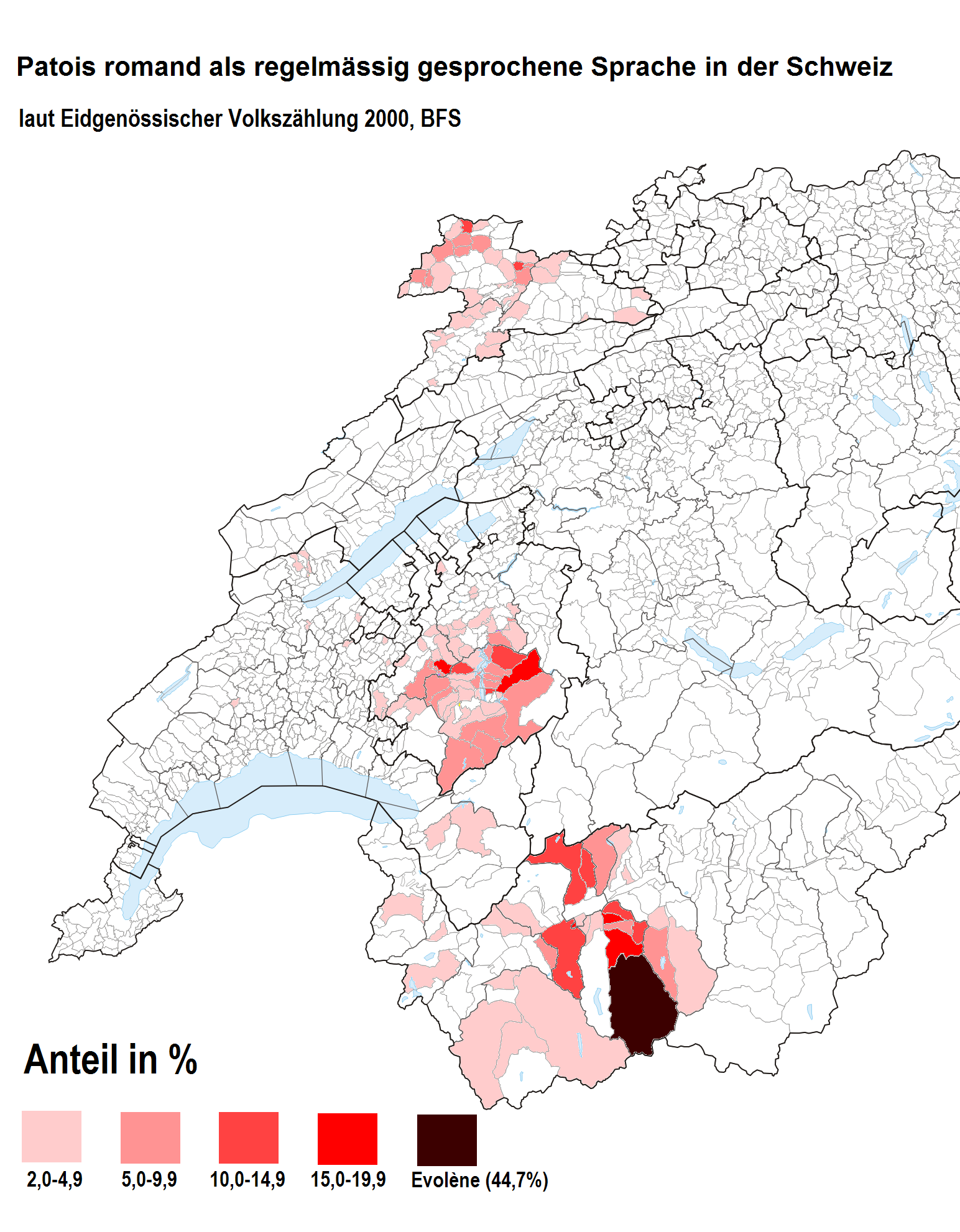
Utilizzo del francoprovenzale e del francoconteese in Svizzera nel 2000

La Valle d'Aosta rappresenta la regione dell'area francoprovenzale (o arpitana) in cui questa lingua, nella variante valdostana, è maggiormente diffusa su larga scala e praticata a livello di madrelingua anche presso le giovani generazioni. Ad eccezione della città di Aosta, dove il patois è utilizzato quasi esclusivamente in ambito culturale e politico, nel resto della regione, a partire dai comuni adiacenti al capoluogo regionale fino alle alte vallate laterali, il patois costituisce oggi un aspetto di fondamentale importanza in ambito di identità, per quanto riguarda la popolazione autoctona, e di integrazione nella maggior parte e nei più svariati ambiti della vita quotidiana, abbracciando tutte le fasce d'età. Una scuola è ugualmente attiva in Valle d'Aosta (École populaire de patois), nell'ambito delle attività del BREL (Bureau régional pour l'ethnologie et la linguistique), che offre dei corsi di patois valdostano e bains de langue (soggiorni brevi di immersione linguistica).
Anche in Valmaggiore (nei monti della Puglia) la situazione appare nel complesso abbastanza incoraggiante poiché, secondo i pochi dati disponibili, circa i due terzi degli abitanti sembrerebbero fare uso attivo della lingua francoprovenzale, mentre tutta la popolazione residente avrebbe competenza passiva. Le due comunità che compongono la minoranza pugliese sono però molto piccole numericamente (alcune centinaia di persone in tutto) oltreché isolate e in costante calo demografico, tanto che almeno in certi àmbiti specifici risulta piuttosto frequente l'uso dell’italiano o dei dialetti italoromanzi parlati nei dintorni.
Il francoprovenzale è invece unicamente oggetto di studio e/o di attività organizzate nel resto dell'area, in Italia, così come in Francia e in Svizzera, dove la pratica quotidiana è ormai relegata alle fasce di età più alte. Non manca però qualche eccezione: ad esempio nel comune di Evolène, in Svizzera, si registra un utilizzo più diffuso del patois anche presso le generazioni più giovani.

## Caratteristiche linguistiche

### Tabella di comparazione
| Latino              | Arpitano                 | Francese   | Valdostano | Piemontese    | Catalano | Occitano                              | Italiano  | Faetano |
| ------------------- | ------------------------ | ---------- | ---------- | ------------- | -------- | ------------------------------------- | --------- | ------- |
| clavis              | clâf                     | clef / clé | clliou     | ciav          | clau     | clau                                  | chiave    | chià    |
| cantare             | chantar                  | chanter    | tsanté     | canté         | cantar   | cantar (nord occ. chantar)            | cantare   | ciantà  |
| capra               | chiévra                  | chèvre     | tchëvra    | crava         | cabra    | cabra (nord occ. chabra, gasc. craba) | capra     | ciévre  |
| lingua              | lengoua                  | langue     | lènva      | lenga         | llengua  | lenga                                 | lingua    | lén     |
| nox, noctis         | nuet                     | nuit       | nèt        | neuit         | nit      | nuèch (nuèit, gasc. nueit)            | notte     | néje    |
| sapo, saponis       | savon                    | savon      | savon      | savon         | sabó     | sabon (nord occ. sablon)              | sapone    | sapùn   |
| sudare              | suar                     | suer       | sué        | strasué, sudé | suar     | susar (suar, gasc. sudar)             | sudare    | sià     |
| vita                | via                      | vie        | vìa        | vita          | vida     | vida (gasc. vita)                     | vita      | vìte    |
| pacare              | payer                    | payer      | payé       | paghé         | pagar    | pagar (nord occ. paiar)               | pagare    | paìje   |
| platea              | placi                    | place      | place      | piassa        | plaça    | plaça                                 | piazza    | piàzze  |
| ecclesia            | èglése                   | église     | éillise    | gesia         | església | glèisa                                | chiesa    | ghjìse  |
| caseus (formaticus) | tôma / fromâjo / formâjo | fromage    | fromadzo   | formagg       | formatge | formatge (gasc. hromatge)             | formaggio | càse    |

### Agnus Deiin patois
Tratto dalla messa in patois celebrata in occasione della settima Fête internationale des patois, svoltasi ad Aosta il 4 e 5 settembre 2010.
| Latino | Italiano | Francese | Francoprovenzale/Arpitano sopradialettale | Valdostano | Celle Di San Vito |
| --- | --- | --- | --- | --- | --- |
| Agnus Dei, qui tollis peccata mundi, Miserere nobis. Agnus Dei, qui tollis peccata mundi, Dona nobis pacem. | Agnello di Dio, che togli i peccati del mondo, Abbi pietà di noi. Agnello di Dio, che togli i peccati del mondo, Dona a noi la pace. | Agneau de Dieu, qui enlèves les péchés du monde, Prends pitié de nous. Agneau de Dieu, qui enlèves les péchés du monde, Donne-nous la paix. | Agnél de Diô, que te t'ôtes les pèchiês du mondo, Prends pediêt de nos. Agnél de Diô, que te t'ôtes les pèchiês du mondo, Balya-nos la pèce. | Agnë de Dzeu, que te toute le pètsà di mondo, Prèn pédia de no. Agnë de Dzeu, que te toute le pètsà di mondo, Bailla-no la péce. | Ayene Salvattàue che te scìglye lu sang pe luà lo piccià, tin pietà de nusse. Ayene Salvattàue che te scìglye lu sang pe luà lo piccià, fàsse teniye la pace. |

### Aferesi ed epitesi dei nomi propri

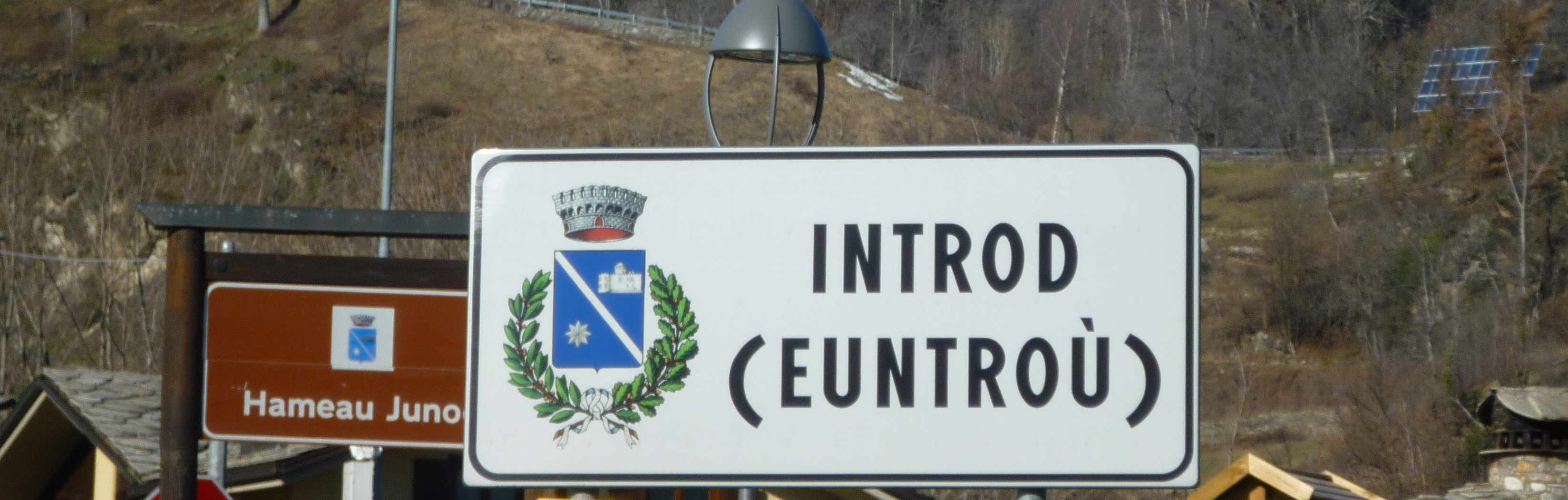
Cartello bilingue (francese-patois) a Introd.

Questo fenomeno si riscontra perlomeno nei dialetti della Valle d'Aosta: i nomi propri che cominciano per vocale nelle lingue ufficiali subiscono aferesi in arpitano. La cosa non accade però con i nomi bisillabici.
I nomi propri che terminano con e muta in francese, e che sono quindi ossitone, subiscono l'epitesi vocale, nel senso che la e muta si sente per rendere la parola piana.

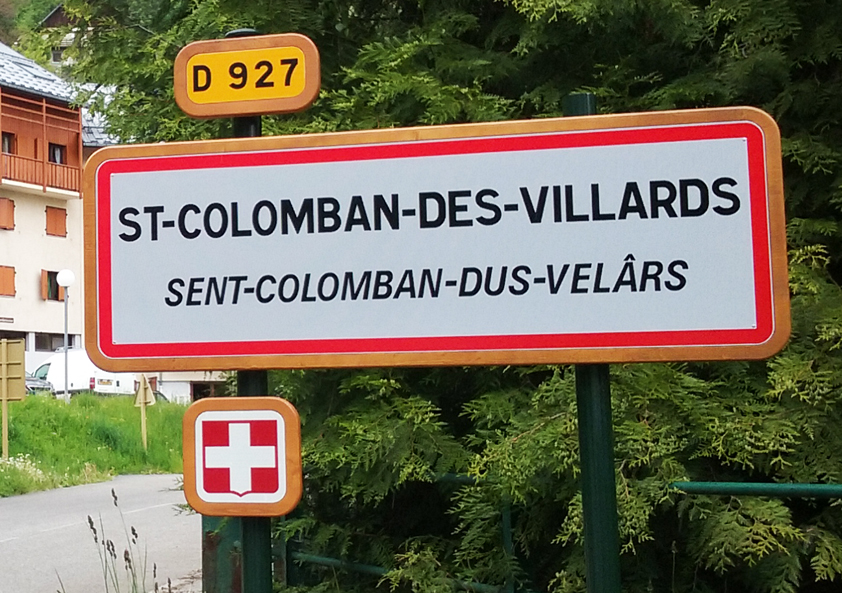
Cartello bilingue (francese-arpitano) a Saint-Colomban-des-Villards, Savoia.

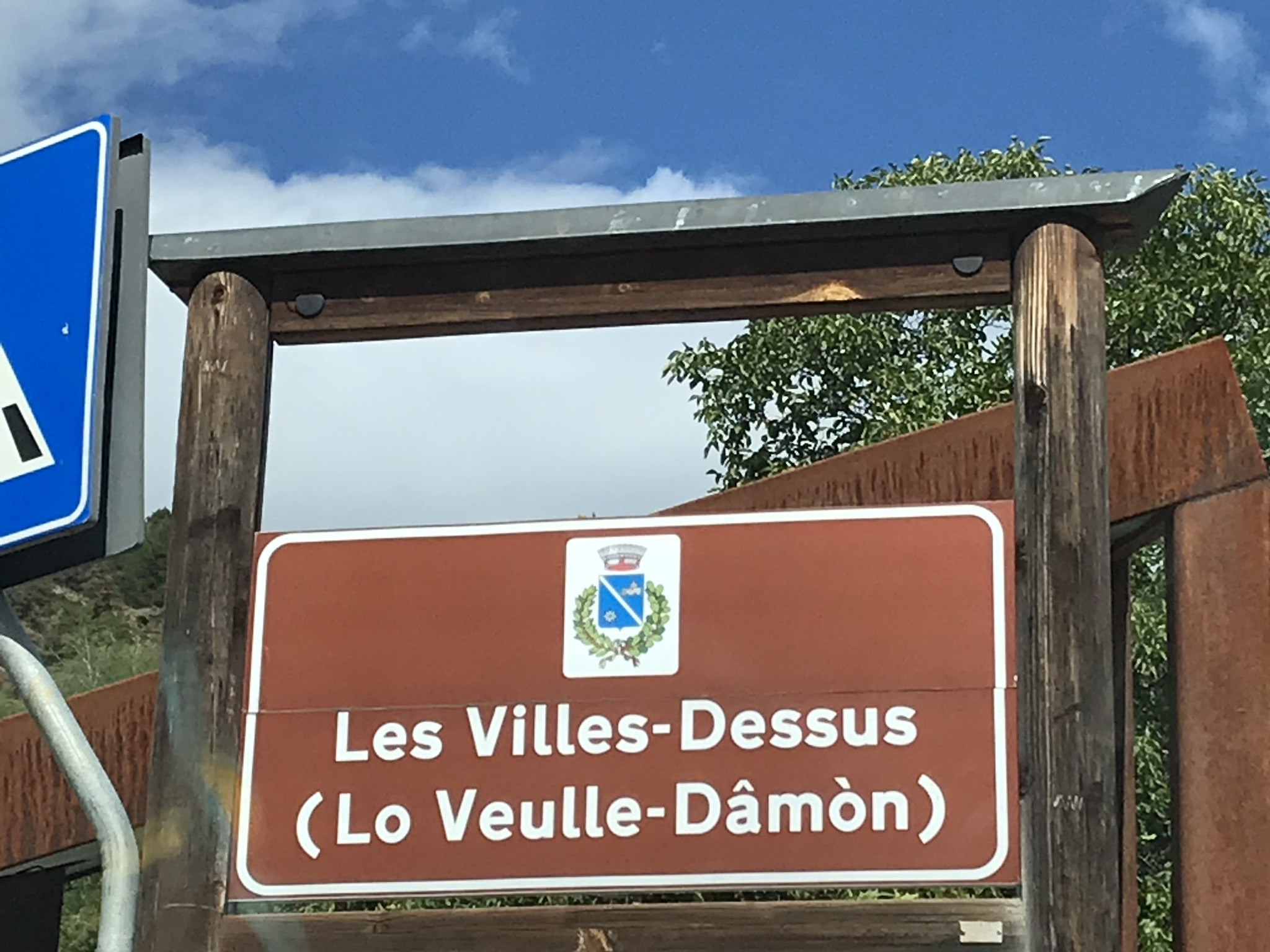
Cartello bilingue francese-arpitano valdostano a Introd (Valle d'Aosta)

Esempi: 
- Adolphe diventa Dolphe
- Albert diventa Berto
- Auguste diventa Guste
- Émile diventa Mile
- Étienne diventa Tcheunne
- Alexandre diventa Tchand(r)e

## Concours Cerlogne

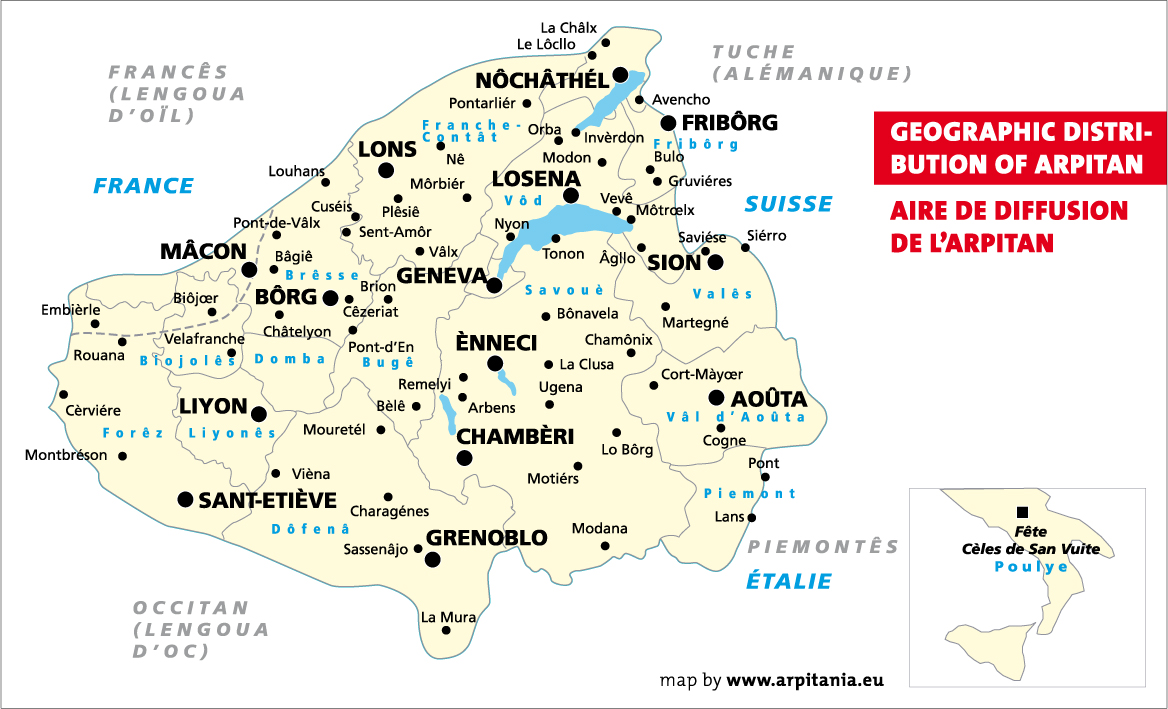
Distribuzione geografica dell'arpitano (in arpitano)

In collaborazione con il Centre d'études francoprovençales "René Willien" di Saint-Nicolas, il BREL (Bureau Régional pour l'Ethnologie et la linguistique, l'Ufficio regionale per l'etnologia e la linguistica della Regione autonoma Valle d'Aosta) organizza il Concours de Patois (concorso di dialetto) Abbé Cerlogne. A partire dalla prima edizione del 1963, il concorso coinvolge ogni anno numerosi alunni (circa 2.000) delle scuole materne, elementari e medie della Valle d'Aosta ed ultimamente anche scolaresche della Savoia, del Vallese, delle valli arpitane del Piemonte e delle comunità di lingua madre Francoprovenzale tutt'oggi in uso a Celle di San Vito e Faeto in provincia di Foggia. 
Esso si propone di iniziare gli allievi alla ricerca di documenti in Arpitano appartenenti alla tradizione orale, attorno ad un tema annuale riguardante la civiltà alpestre, nonché di creare nelle nuove generazioni l'interesse per il dialetto. Il Concours Cerlogne inizia con due giornate di preparazione ed aggiornamento destinate agli insegnanti interessati. Durante l'anno scolastico, insegnanti e alunni svolgono ricerche presso i loro genitori e parenti. Il materiale (vecchi documenti, foto, oggetti, testimonianze orali, ecc.) viene raccolto, analizzato e il risultato della ricerca viene presentato sotto forma di album illustrati, cdrom, cassette audio e video. I lavori del Concours Cerlogne sono conservati e consultabili presso il Centre d'études francoprovençales. Il concorso si conclude nel mese di maggio con una festa di tre giorni che si svolge ogni anno in un diverso comune della Valle d'Aosta.

## Istituti di studio
- L'Alliance Culturelle Arpitane (tutta l'area)
- L'Office Géographique Arpitan (tutta l'area)
- Il Bureau Régional pour l'Ethnologie et la Linguistique (BREL) e il Centre d'études francoprovençales (Valle d'Aosta)
- la Fondation pour le développement et la promotion du patois (Canton Vallese)
- L'Institut de la langue savoyarde (Regione Alvernia-Rodano-Alpi)
- Effepi, Associazione di studi e di ricerche francoprovenzali (Valli francoprovenzali del Piemonte)